# Termohalinska pokretna traka
Termohalinska pokretna traka ili i termohalinska cirkulacija (engleski: "the ocean conveyer" ili "conveyor belt") je oceanografski naziv za kombinaciju morskih strujanja koji povezuje četiri od pet oceana i pri tome se objedinjuje u jedinstveni optok globalnih razmjera.
Pokretač ove vrlo opsežne razmjene masa i temperature je svojstvo morske vode da temeljem promjene saliniteta i temperature mijenja gustoću (termohalinsko svojstvo). Ovisno o zemljopisnoj širini, mijenja se količina sunčevog zračenja. Tako se u blizini ekvatora podiže temperatura vode a isparavanje joj povećava slanost.

## Povijest
Tek početkom 1970ih bilo je prvi put moguće obraditi sve oceanografske podatke prikupljene širom cijele Zemlje. Tako se pokazala međusobna povezanost struja izazvanih vjetrom i gustoćom i pretpostavljeno je, da je i najpoznatija Golfska struja dio globalne pokretne trake (cirkulacije). Polazeći od mehaničke pokretne, beskrajne trake, i ovo strujanje mora koje obuhvaća cijelu Zemlju, nazvano je velika morska pokretna traka ili jednostavno, globalna pokretna traka, dok je u znanstvenim krugovima dobila naziv globalno termohalinsko kruženje (ili cirkulacija).

## Uzorak kruženja
Kruženje se odvija kako na površini tako i u dubini. Hladna voda struji u dubini od 1,5 do 3,0 kilometara krećući se pretežno paralelno s padinama kontinentalnih obala zapadnim rubovima oceanskih bazena zbog Zemljine rotacije. Pri tome, u sekundi tom strujom prođe između 10 i 40 milijuna kubnih metara vode.
Globalno kruženje razmjene topline u značajnoj mjeri određeno je zimskim spuštanjem slane i hladne morske vode u sjevernom Atlantiku na dubinu od 1 do 4 km. Zbog toga je ova regija za početak promatranja uzorka kruženja. Uz morsko dno ili blizu njega hladna voda teče kao dubinska struja (dubinska voda) do izlaska u južnom Atlantiku gdje zatim s Cirkumpolarnom strujom odlazi u Indijski i Tihi ocean. Cirkumpolarna struja Južnog oceana obilazi čitav globus i miješa vodene mase tri oceana i vjerojatno je mjesto gdje se veći dio hladne vode uzdiže prema površini i grije se miješanjem koje pokreće vjetar. Od tu se miješanjem modificirane vodene mase vraćaju na površinu (površinska voda, Tihi ocean) ili ostaju na manjoj dubini od par stotina metara (međuvoda, Indijski ocean). Dolaskom na površinu, vodene mase se ponovo griju, naročito u ekvatorijalnim područjima, i zatim kao površinska struja teče prvo uz Indoneziju, zatim oko južnog vrha Afrike u područje srednjeameričkog zaljeva i na kraju kao Golfska struja nastavlja prema sjevernom Atlantiku gdje ponovo ponire u dubinu i time zatvara krug kruženja.
Pored termohalinskog utjecaja, značajnu ulogu ima raspoređenost kontinenata, Coriolisov učinak (zbog njega se struje javljaju prije svega uz zapadne obale) i vjetrovima uzrokovan Ekmanov učinak Zajedno, to sve dovodi do stvaranja regionalno vrlo kompleksnih, najrazličitijih strujanja, kao na primjer u obliku velikog strujnog vrtloga uz južnu obalu Južne Amerike. Pri tome, manjim dijelom struje i vodene mase iz Arktičkog oceana u Atlantik, zbog čega i on uvjetno sudjeluje u globalnom kretanju ove beskonačne trake strujanja. Kako neki od tih čimbenika zavise o lokalnom intenzitetu sunčevog zračenja, tijekom godine mogu struje biti manje ili više izražene, na primjer u Indijskom oceanu pod utjecajem monsuna. Značajan učinak na struje imaju i obalno nadiranje nagore (Upwelling) i nadolje (Downwelling).
Dugoročno, na struje djeluje i pomicanje kontinenata kroz razdiobu kopno - more. Kao relativno kratkoročnije djelovanje razmatra se mogućnost manjeg ili većeg slabljenja sjevernoatlantske struje zbog otapanja polarnih ledenih pokrova. U povijesti klime nađeni su dokazi za takva događanja i ranije.

## Dubinske rubne struje
Određeni doprinos globalnom kruženju morske vode daju i dubinske rubne struje. Tu se misli na dubokomorsko vrtloženje u blizini obale, kao što je poznato pred obalom Brazila (t.zv. brazilski krugovi struja). Ovi vrtlozi nastaju vremenski i prostorno periodično, i nastaje t.zv. vrtložni put. Točno objašnjenje ovog fenomena, otkrivenog tek 2004. godine, još ne postoji. Prema kompjuterskim modelima, Brazilska struja se raspada u visini grada Recife jer tu obala mijenja smjer i time se smanjuje trenje što rezultira turbulentnim strujanjima.

## Poveznice
- „Scientists use satellites to detect Deep-Ocean Whirlpools“  Arhivirana inačica izvorne stranice od 7. kolovoza 2008. (Wayback Machine), spacemart.com, 21. März 2006
- Ocean Conveyor Belt